# Vava II
M/Y Vava II är en superyacht tillverkad av Devonport Yachts i Plymouth i England i Storbritannien. Hon sjösattes 2012 och levererades i mars samma år till sin ägare Ernesto Bertarelli, en schweizisk-italiensk läkemedelsmagnat. Byggkostnaden för Vava II landade på 200 miljoner amerikanska dollar för Bertarelli.
Hon designades exteriört av RWD medan interiören designades av Rémi Tessier. Den är 96 meter lång och har kapacitet att ha 36 passagerare. Superyachten har också en besättning på  34 besättningsmän.